# Lễ hội Tịch điền Đọi Sơn
Lễ hội Tịch Điền Đọi Sơn, xã Tiên Sơn, thị xã Duy Tiên, Hà Nam là một lễ hội mang ý nghĩa khuyến nông và là nét đẹp văn hóa trở về nguồn cội. Lần đầu tiên nghi thức lễ tịch điền này được diễn ra vào thế kỷ X ở Hà Nam, trên quê hương vua Lê Đại Hành và sau nhiều năm thất truyền, được khôi phục từ năm 2009 vào mùng 7 tháng Giêng .

## Lịch sử
Theo tích cũ, lễ Tịch điền có nguồn gốc từ rất xa xưa do vua Thần Nông, một vị vua huyền thoại được xem là thủy tổ của người Việt, cụ nội của Vua Hùng khai mở. Lễ Tịch điền về sau được người Việt thực hiện mang ý nghĩa tế Thành hoàng, Thần Nông, các thần mây, mưa, sấm, chớp để cầu mong mưa thuận gió hòa, mùa màng bội thu nên còn được gọi là Hạ điền cầu bông.
Lịch sử ghi lại: mùa xuân năm 987, lần đầu tiên vua Lê Đại Hành cùng văn võ bá quan cày ruộng ở Đọi Sơn và bắt được chum vàng, năm 988 cày ở Bàn Hải bắt được chum bạc, vì thế những thửa ruộng này còn được gọi là Kim Ngân Điền . Từ đó, hàng năm vào đầu xuân, nhà vua ra đồng cày ruộng, làm Lễ tịch điền (đích thân vua xuống đi cày ruộng), cầu được mùa và các triều đại sau đó đều duy trì nghi lễ cày tịch điền với các hình thức khác nhau . Đến triều Nguyễn, lễ tịch điền có nhiều "niêm luật" cụ thể, được tổ chức quy mô, do bộ lễ chủ trì  nhưng lễ này cũng chấm dứt dưới thời vua Khải Định .
Lễ tịch điền không chỉ mang ý nghĩa nhân văn sâu sắc, thể hiện sự quan tâm của các vị vua đối với người nông dân mà còn tuyên truyền, giáo dục các tầng lớp nhân dân, đặc biệt là thế hệ trẻ, lòng biết ơn tiền nhân, tích cực phát triển sản xuất nông nghiệp. Bởi thế, mỗi người dân Hà Nam nói riêng, Việt Nam nói chung cần phát huy truyền thống thi đua lao động, sản xuất, phát triển kinh tế trên chính mảnh đất quê hương mình.

## Ngày nay
Sau một thời gian dài gián đoạn, từ năm 2009, phong tục tốt đẹp này được phục hồi lại. Vào năm 2010, lần đầu tiên chủ tịch nước Nguyễn Minh Triết cũng đã đến mặc áo nông dân cầm cày thực hiện nghi lễ tịch điền Đọi Sơn .
Lễ hội liên hoàn các nghi lễ và diễn xướng, kết hợp với văn hóa, nghệ thuật, thể thao, diễn ra trong không gian rộng từ mồng 5-7 tết âm lịch với nhiều hoạt động như: rước chân nhang vua Lê Đại Hành từ đền Lăng, xã Liêm Cần, huyện Thanh Liêm về xã Đọi Sơn, thị xã Duy Tiên, lễ rước nước, lễ sái tịnh…
Nghi lễ chính trong toàn bộ lễ hội là lễ tịch điền Đọi Sơn, tái hiện huyền tích từ thời Thập đạo tướng quân Lê Hoàn khi ông nhận thấy núi Đọi có vị trí chiến lược quan trọng đối với kinh đô Hoa Lư nên đến khi lên ngôi vua, Lê Đại Hành về chân núi Đọi cày ruộng để khuyến khích mở mang nông trang. Lễ tịch điền được tiến hành theo thứ tự: vua Lê Đại Hành cày 3 sá, lãnh đạo tỉnh Hà Nam cày 5 sá, lãnh đạo thị xã Duy Tiên cày 7 sá, lãnh đạo xã Đọi Sơn và các bô lão cày 9 sá (vấn đề này cần đính chính).
Hội thi trang trí trâu cũng là một hoạt động khá sôi nổi trong lễ hội này. Thay vì trang trí bằng vải đỏ thời xưa, nay những chú trâu tham gia lễ tịch điền được trang trí bằng những nét vẽ tứ linh, tứ quý… . Năm 2009 cũng là năm đầu tiên mà tỉnh Hà Nam tổ chức giải đấu vật tại Đọi Sơn.
Lễ hội góp phần gìn giữ bản sắc văn hóa dân tộc, đồng thời quảng bá tiềm năng du lịch của thị xã Duy Tiên, nơi có nhiều danh thắng đẹp, có chùa Long Đọi Sơn.